# 乌多·拜尔
乌多·拜尔（德語：Udo Beyer，1955年8月9日—），德国男子田径运动员。他曾代表东德、德国参加1976年、1980年、1988年和1992年夏季奥林匹克运动会田径比赛，共获得一枚金牌和一枚铜牌。